# Karantin
Karantin (russisk: Карантин) er en sovjetisk spillefilm fra 1983 af Ilja Fres.

## Medvirkende
- Ailika Kremer som Masja
- Jevgenija Simonova
- Jurij Duvanov
- Svetlana Nemoljaeva
- Jurij Bogatyrjov